# Guaramirim
Guaramirim (amtlich portugiesisch Município de Guaramirim) ist eine Gemeinde im brasilianischen Bundesstaat Santa Catarina. Die Bevölkerung wurde zum 1. Juli 2021 auf 46.757 Einwohner geschätzt, die Guaramirenser genannt werden und auf einer Gemeindefläche von rund 267,5 km² leben. Die Entfernung zur Hauptstadt Florianópolis beträgt 215 km.

## Namensherkunft
Der Ortsname leitet sich von der portugiesischen Bezeichnung Guará für den Scharlachsichler (Eudocimus ruber, auch Roter Ibis) ab, gebildet aus den Worten der Tupí-Guaraní-Sprachen gûará + mirĩ (für klein). Der Vogel ist im Stadtwappen aufgeführt.

## Geographie
Angrenzende Gemeinden sind Araquari, Jaraguá do Sul, Joinville, Massaranduba, Schroeder und São João do Itaperiú.
Der Ortskern hat beim Rathaus eine Höhe von 22 Metern, er ist hügelig, so dass auch Höhen von 37 Metern über Meeresspiegel angegeben werden. Die urban bebaute Fläche betrug 2010 etwa 0,4 km².

### Vegetation
Das Biom ist Mata Atlântica.

### Hydrologie
Durch Ort und Gemeindegebiet fließt der Rio Itapocu, der in den Südatlantik entwässert.

### Klima
Die Gemeinde hat warmes und gemäßigtes Klima, Cfa nach der Klimaklassifikation nach Köppen und Geiger. Die Durchschnittstemperatur ist 20,3 °C. Die durchschnittliche Niederschlagsmenge liegt bei 1837 mm im Jahr.

## Geschichte
Durch das Staatsgesetz Nr. 968 vom 4. Juni 1964 wurde der Distrito de Schroeder ausgegliedert und zu einem selbständigen Munizip erhoben. Guaramirim erfuhr dadurch Verluste an der Gemeindefläche und an der Bevölkerungszahl.
2018 nahm die Gemeinde den Städtespitznamen Cidade das Guirlandas, deutsch „Stadt der Girlanden“, an.

## Kommunalpolitik
Bei der Kommunalwahl 2020 wurde Luiz Antonio Chiodini, genannt Prof. Chiodini, von den Progressistas (PP) mit 16.218 oder 72,07 % der gültigen Stimmen zum Stadtpräfekten (Bürgermeister) für die Amtszeit von 2021 bis 2024 gewählt.

## Bevölkerung

### Bevölkerungsentwicklung
| Jahr | Einwohner | Stadt  | Land   |
| --- | --------- | ------ | ------ |
| 1950 | 20.912    | 1.397  | 19.515 |
| 1960 | 24.279    | 2.301  | 21.978 |
| 1970 | 10.102    | 5.039  | 7.803  |
| 1980 | 10.867    | 5.039  | 5.828  |
| 1991 | 17.640    | 13.874 | 3.766  |
| 2000 | 23.794    | 19.012 | 4.782  |
| 2010 | 35.186    | 28.055 | 7.131  |
| 2021 | 46.757    | ?      | ?      |
| Hier fehlt eine Grafik, die leider im Moment aus technischen Gründen nicht angezeigt werden kann. Wir arbeiten daran! |           |        |        |

Quelle: IBGE (2011)

## Söhne und Töchter der Gemeinde
- Júlio César (* 1986), Fußballspieler
- Jean Moser (* 1993), Fußballspieler